# 玻利瓦尔省 (秘鲁)
玻利瓦尔省（西班牙語：Provincia de Bolívar），是秘魯的省份，位於該國西北部拉利伯塔德大區，首府是玻利瓦尔，面積1,719平方公里，海拔高度3,525米，2005年人口17,550，人口密度每平方公里10.21人。
7°21′47″S 77°50′24″W / 7.36306°S 77.84000°W